# Epiphany (canção de BTS)
"Epiphany" é uma música do grupo masculino sul-coreano BTS, cantada como um solo pelo membro Jin. Foi lançado em 25 de agosto de 2018 no álbum de coletânea Love Yourself: Answer. Foi escrito por "Hitman" Bang, Slow Rabbit e Adora, com o Slow Rabbit sendo o único produtor.

## Preparações e lançamento
O videoclipe foi lançado uma semana antes do álbum Love Yourself: Answer como um trailer de retorno. Após o lançamento, as pesquisas pela palavra aumentaram 575%. Teve mais de vinte milhões de visualizações nas primeiras vinte e quatro horas.

## Promoção
A música foi apresentda no 2018 KBS Song Festival em 29 de dezembro de 2018.

## MV
A Billboard afirmou que o videoclipe era relacionado com os outros videoclipes da era "Love Yourself" tematicamente e narrativamente falando. Ele se baseia na importância do amor-próprio com letras como "Eu sou o único que eu deveria amar neste mundo/Esse meu eu brilhante, minha alma preciosa/Eu finalmente percebi isso, então eu me amo/Apesar de não ser perfeito, sou tão belo."
Outros críticos apontaram o simbolismo ao longo do vídeo, tais como calla lily e o notebook, a sensação de retroceder e avançar, através do tempo e através de diferentes versões de você mesmo, orientando-se a amar a si mesmo. O vídeo também muda de preto-e-branco para colorido, mostrando aceitação em contraste e simbolização, bem como renúncia. Em consonância com o universo criado através dos vídeoclipes anteriores do BTS e da série "Love Yourself", o vídeo implica que o membro Jin, que se move para trás e para frente através do tempo para diferentes universos alternativos para tentar salvar seus amigos, finalmente percebeu que a resposta para o que ele está procurando está dentro de si mesmo.
O trailer foi dirigido por Yong-seok Choi da Lumpens. Os diretores assistentes foram Guzza, Park Hyejeong e Jeong Minje, também da Lumpens. Outro pessoal importante da produção foi Kim Daehong, que era o operador do braço robótico, Shin Seunghoon, o supervisor, Song Sukki, o diretor técnico, e Hong Yeongjun, que foi o artista cênico. Além disso, Kim Bona e Park Jinsil da MU:E foram os diretores de arte.

## Composição
Musicalmente, a música tem sido descrita como rock alternativo, com misturas de violão e acordes eletrônicos. A South China Morning Post, no entanto, afirmou que é uma "balada provocante". "Epyphany" tem 4:00 minutos de duração e está na tonalidade de Fá maior, com um piano à frente. São 136 batidas por minuto. A extensão vocal de Jin na música se estende nas notas baixas de D3 até as notas altas de C5.

## Recepção
A Rolling Stone India declarou: "As letras são uma epifania literal sobre o fato de que para amar os outros, você primeiro precisa dominar o processo de ser capaz de amar e aceitar a si mesmo", com os vocais de Jin sendo "sonhadores e particularmente marcante nas harmonias de fundo e nos improvisos". A revista Clash chamou a música de "edificante e reveladora", abrangendo todo o tema dos álbuns sobre o amor próprio.
Nos Estados Unidos, a música ficou em 19º lugar no chart de vendas da Digital Song Sales, vendendo mais de 10 mil cópias. No chart Canadian Digital Song Sales, a música chegou a ficar em 28º lugar.

## Créditos
Os créditos da música são adaptados das notas do álbum Love Yourself: Answer.
- Slow Rabbit- Produtor, Teclado, Sintetizador, Arranjo do Vocal, Edição Digital, Engenheiro de Gravação @ Carrot Express
- ”hitman” bang- Produtor
- Adora- Produtora, Refrão
- JUNE- Refrão
- Lee Shinseong- Refrão
- Sam Klempner- Refrão
- Lee Taewook- Guitarra
- Pdogg- Engenheiro de Gravação @ Dogg Bounce
- Bob Horn- Engenheiro de Mixagem